# Adrian Hurley
Pour les articles homonymes, voir Hurley.
Adrian Hurley, né le 21 avril 1944, est un ancien joueur et entraîneur australien de basket-ball. 

## Palmarès
- Meilleur Entraîneur NBL 2005
- Membre de l'Ordre d'Australie en 1991